# Takeuchi Yoshimi

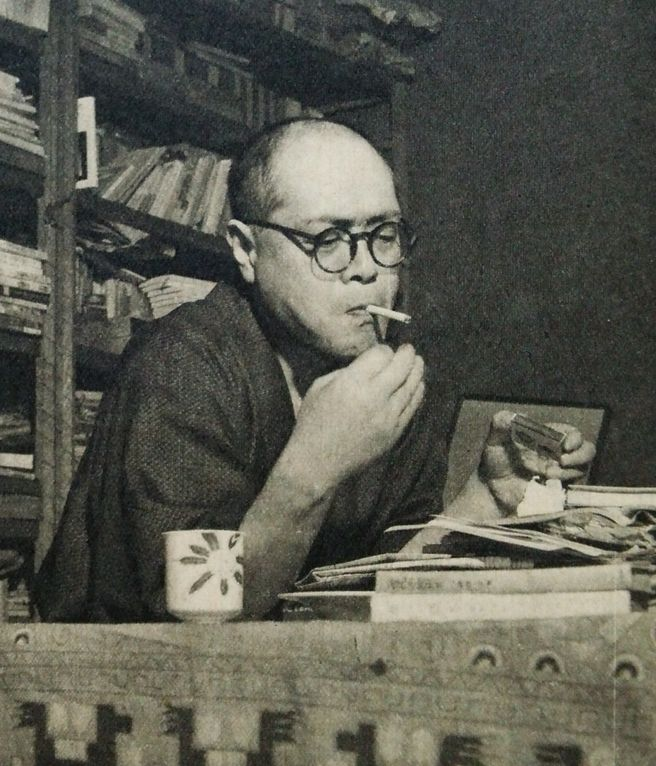
Takeuchi Yoshimi, 1953

Takeuchi Yoshimi (jap. 竹内 好; * 2. Oktober 1910 in Usuda (heute: Saku), Präfektur Nagano; † 3. März 1977 in Musashino, Präfektur Tokio) war ein japanischer Sinologe und Kulturtheoretiker.
Takeuchi studierte ab 1931 chinesische Literatur an der Universität Tokio. 1932 besuchte er erstmals China und gründete nach seiner Rückkehr mit einigen Freunden, darunter der Schriftsteller Takeda Taijun, die Gesellschaft für chinesische Literaturstudien (Chūgoku bungaku kenkyūkai). Diese gab die Zeitschrift Chūgoku Bungaku heraus, in der er Essays und Übersetzungen veröffentlichte. Nach dem Abschluss des Studiums lebte er von 1937 bis 1939 erneut in China. Während des Pazifikkrieges wurde er 1943 zum Militärdienst eingezogen und war bis Kriegsende in China eingesetzt.
Nach Kriegsende begann Takeuchi zu unterrichten, zunächst an der Keiō-Universität, später an der Universität Tokio. Ein Angebot, in die Kommunistische Partei einzutreten, lehnte er 1949 ab, jedoch engagierte er sich später in dem linksgerichteten Institut für Geisteswissenschaft (Shisō no kagaku kenkyūkai), dem u. a. der Philosoph Tsurumi Shunsuke und der Politikwissenschaftler Maruyama Masao angehörten. Aus Protest gegen den Vertrag über gegenseitige Kooperation und Sicherheit zwischen Japan und den Vereinigten Staaten legte er 1960 sein Lehramt an der Universität Tokio nieder.
Takeuchis erstes Buch Ro Jin (魯迅) über den chinesischen Schriftsteller Lu Xun erschien 1944. Es folgten zahlreiche Essays zur chinesischen und japanischen Literatur, zur kulturellen Entwicklung Japans und dem Verhältnis des Landes zur Modernität. Eine Auswahl seiner Essays erschien 2005 in deutscher Übersetzung unter dem Titel Japan in Asien.